# Lobocleta lacteola
Lobocleta lacteola là một loài bướm đêm trong họ Geometridae.